# نورمان رامسي
نورمان رامسي (بالإنجليزية Norman Foster Ramsey) هو عالم فيزيائي أمريكي حاز على جائزة نوبل للفيزياء عام 1989 بالمشاركة مع هانز ديميت وولفجانج باول عن إنجازاته في تحسين طرق التحليل الطيفي للذرات والجزيئات والفيزياء النووية التي أدت إلى طرق دقيقة لقياس الزمن وتردد الموجات. أدت تلك الطرق إلى اختراع الساعات الذرية.

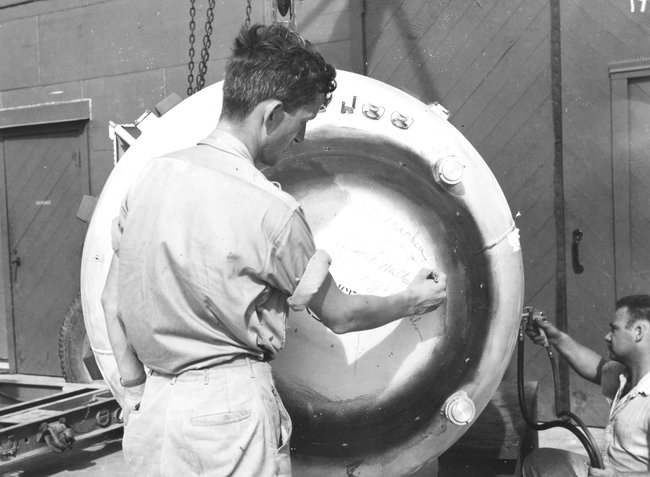
رمزي يوقع الرجل السمين المستخدم في ناغازاكي

ولد نورمان رامسي في 27 أغسطس 1915 بالعاصمة الأمريكية واشنطن. أشرف رامسي على أبحات النيوترونات في معهد أبحاث لاو-لانجفين في جرينوبل بفرنسا ومن ضمنها تعيين العزم المغناطيسي للنيوترون بدقة.كما كان مديرا للمعجل السيكلوتروني بهارفارد حيث قام مع مجموعته من الباحثين بدراسة تشتت البروتونات باصطدامها مع البروتونات proton-proton scattering، واشترك في بناء المعجل الإلكتروني ذو طاقة 6 مليارات إلكترون فولت GeV في كامبريدج وقام فيه خلال الستينيات من القرن الماضي بدراسة تشتت الإلكترونات باصطدامها مع البروتونات. واصل أبحاثه في هارفارد حتى إحالته إلى المعاش 1986، ولكنه لا يزال نشيطا ويعمل في البحث العلمي.

## روابط خارجية
- نورمان رامسي على موقع الموسوعة البريطانية (الإنجليزية)
- نورمان رامسي على موقع مونزينجر (الألمانية)
- نورمان رامسي على موقع ميوزك برينز (الإنجليزية)
- نورمان رامسي على موقع إن إن دي بي (الإنجليزية)